# Рубцов, Феодосий Антонович
Феодо́сий Анто́нович Рубцо́в (17 [30] декабря 1904, Ольша, Могилёвская губерния — 6 ноября 1986, Ленинград) — российский музыковед-фольклорист, композитор, музыкально-общественный деятель. Кандидат искусствоведения (1963), доцент Ленинградской консерватории (1964). Старший научный сотрудник Ленинградского НИИ театра, музыки и кинематографии.

## Биография
Родился 17 (30) декабря 1904 года в селе Ольша Оршанского уезда Могилёвской губернии.
Первоначальное музыкальное образование получил в Смоленской народной консерватории (1921) в хоровом классе М. И. Лебедева, затем в Коллективе смоленских музыкантов-педагогов изучал теорию музыки и основы композиции под руководством композитора С. В. Панченко, по совету которого уже в 1920-х годах записывает народные песни своего края. В 1922—1924 руководил хоровыми коллективами Смоленщины.
В 1931 году окончил Ленинградскую консерваторию по классу композиции у М. О. Штейнберга (ученика и зятя Н. А. Римского-Корсакова).
В 1936 году по приглашению Фонограммархива АН СССР выезжает в свою первую фольклорную экспедицию — в Вологодскую область. Следующие экспедиции — по Смоленской, Ленинградской, Псковской областям, многократно — в Белоруссии (Бобруйский, Паричский и Глусский районы), где Рубцов собирал и исследовал главным образом русские и белорусские народные песни. Также до 1941 года — руководитель хоров и преподаватель музыкальных школ и кружков в Ленинграде.
В 1940—1942 — главный редактор ленинградского издательства «Оркестротека».
В 1943—1950 — музыкальный редактор издательства «Искусство» (Ленинградское отделение).
В 1945—1950 — заведующий фонограммархивом Академии наук СССР в Институте русской литературы (Пушкинском Доме), также в 1950 — главный редактор Ленинградского отделения Государственного музыкального издательства (Музгиз).
С 1948 года преподавал в Ленинградской консерватории.
В 1963 защитил кандидатскую диссертацию «Интонационные связи в песенном творчестве славянских народов». С 1964 — доцент Ленинградской консерватории.
В 1957—1967 — старший научный сотрудник Ленинградского НИИ театра, музыки и кинематографии.
Похоронен на кладбище пос. Репино.

## Вклад в науку
Музыкальные записи, сделанные Рубцовым в фольклорных экспедициях, были опубликованы в сборниках:
- Народные песни Вологодской области. Л., 1938;
- Белорусские народные песни. Л.-Минск, 1941;
- Народные песни, записанные в Ленинградской области. М.-Л., 1950.

В 1958 году вышел сборник народных песен, полностью подготовленный Рубцовым:
- Народные песни Ленинградской области.

Спустя 13 лет был издан ещё один:
- Ольшанские песни. Л.-М., 1971.

В 1991 году Институт Русской литературы АН СССР (Пушкинский Дом) издал сборник народных песен Смоленщины, подготовленный Рубцовым ещё в 1940-х годах: «Русские народные песни Смоленской области в записях 1930—1940-х годов». В сборник вошли 150 песен (44 календарных, 33 свадебных, 15 хороводных, игровых, плясовых, 21 лирическая, 3 детских, 10 беседных, 13 лиро-эпических, 12 духовных стихов).
Широкую известность получили работы Рубцова о ладовом строении русской народной песни, об интонационных связях в обрядовых песнях славянских народов, о песенной культуре западных русских областей СССР.

## Статьи
Автор исследований и публикаций по проблемам фольклора, в том числе:
- У источника мелодии // Русские народные песни. Материалы к изучению фольклора народов СССР. Л. — М., 1950.
- Смысловое значение кадансов в календарных напевах // Вопросы теории и эстетики музыки, вып. 1. Л., 1962.
- Композитор и театр // Вопросы теории и эстетики музыки, вып. 3. М. — Л., 1964.
- Современное народное песнетворчество // Вопросы теории и эстетики музыки, вып. 4. Л., 1965.
- Хоровые коллективы русской народной песни // Проблемы музыкальной самодеятельности. Л.—М., 1965.
- Соотношение поэтического и музыкального содержания в народных песнях // Вопросы теории и эстетики музыки, вып. 5. Л., 1967.
- Русские народные хоры и псевдонародные песни // Советская музыка. 1970. № 6.

## Сочинения
Автор сольных и хоровых вокальных произведений, сочинений для оркестра народных инструментов, 2 концертов для баяна с оркестром народных инструментов (1937, 1955), пьес для виолончели.
- для скр. и симф. орк. — Вариации (1950);
- для голоса и симф. орк. — цикл Ленинград (сл. О. Берггольц, 1948);
- для дет. симф. орк. — Серенада (1936);
- для солистов, хора и орк. нар. инстр. — сюита Старая и новая Белоруссия в песнях (сл. нар., 1938);
- для орк. нар. инстр. — Белорусская сюита (1946), сюита Псковские картинки (1947);
- для баяна и орк. нар. инстр. — концерты: I (1937), II (1957);
- для струн. и дерев. дух. инстр. — Октет (1935); для флейты, гобоя, фагота, скр., альта и влч. — Секстет (1932);
- для влч. и ф-п. — Две пьесы (1938);
- для баяна — Три пьесы (1937);
- для хора и ф-п. — Слава (сл. Н. Колпаковой, 1946);
- для дет. хора — Два хора на сл. А. Пушкина (1940);
- для голоса и ф-п. — романсы и песни на сл. рус. и сов. поэтов, в том числе
  - циклы Пять пионерских песен (сл. М. Дубянской, 1929),
  - Пять лирических песен (сл. Н. Колпаковой, 1937),
  - Четыре лирические песни (сл. Н. Колпаковой, 1945),
  - Романсы на сл. С. Щипачева (1948),
- ария «Русь» (сл. Н. Никитина, 1945);
- музыка к драм. спектаклям ленингр. театров (ок. 15, 1925—1935);
- орк. редакция оперы А. Н. Верстовского «Аскольдова могила» (1965);
- обработка русских, белорусских народных песен.

Литературные сочинения (публикации, фольклорные исследования):
- Народные песни Вологодской области. Л., 1938;
- Песни белорусского народа, т. 1. Минск, 1940;
- Песни народов СССР. Белорусы. М., 1941;
- Песни Ленинградской области. М., 1958;
- Интонационные связи в песенном творчестве славянских народов. Л., 1962;
- Основы ладового строения русской народной песни. Л., 1964;
- Песни Смоленской области. Л., 1970;
- Ольшанские песни. Л., 1971;
- Статьи по музыкальному фольклору. Л., 1973.